# Scott Brown (calciatore 25 giugno 1985)
Scott Brown (Dunfermline, 25 giugno 1985) è un allenatore di calcio ed ex calciatore scozzese, tecnico del Ayr Utd.
Dal 2007 al 2021 ha vestito la maglia del Celtic, squadra di cui è considerato una bandiera e con la quale ha vinto ventidue trofei. Tra il 2005 e il 2017 è stato anche un elemento imprescindibile della nazionale scozzese, con la quale ha disputato cinquantacinque partite.
Il suo trasferimento dall'Hibernian al Celtic per cinque milioni di euro è il più oneroso della storia tra due squadre scozzesi.

## Caratteristiche
Incontrista - abile a contrastare gli avversari e a recuperare il pallone - che basa il suo gioco principalmente nel pressing sul portatore di palla avversario. Pur non eccellendo per doti tecniche, è in grado di impostare l'azione, seppur preferisca gestire la sfera con passaggi semplici.
Compensa la mancanza di tecnica con una discreta intelligenza tattica, con una notevole resistenza allo sforzo, ed una spiccata aggressività che lo porta spesso a commettere falli evitabili. peculiarità spesso criticata dagli addetti ai lavori.
Polivalente tatticamente, in carriera è stato utilizzato sia alle spalle delle punte, sia da esterno destro di centrocampo. Noto inoltre per carisma e doti da leader, in certe occasioni è stato criticato per alcuni comportamenti sopra le righe.

## Carriera

### Club
Respinto dai Rangers in quanto troppo piccolo per giocare a calcio, all'età di 13 anni viene prelevato dall'Hibernian dopo essere stato notato dall'osservatore John Park. Esordisce tra i professionisti il 3 maggio 2003 contro l'Aberdeen, subentrando al 30' al posto di Garry O'Connor. Il 17 maggio, alla sua terza apparizione, mette a segno una doppietta contro il Livingston.
Complici alcuni problemi fisici, nelle stagioni successive viene utilizzato con poca continuità. Il 15 settembre 2005 esordisce in Coppa UEFA contro il Dnipro. Lascerà il campo al 70' per far spazio a Stephen Glass. Nel 2007 contribuisce alla vittoria della Coppa di lega scozzese, permettendo agli Hibs di tornare a vincere un trofeo a distanza di 15 anni.
Il 16 maggio 2007 viene tesserato dal Celtic in cambio di 4.4 milioni - trasferimento più oneroso di sempre tra due società scozzesi - di sterline. Il calciatore mette la firma su un contratto quinquennale. Esordisce con i biancoverdi il 5 agosto contro il Kilmarnock. 10 giorni dopo esordisce in Champions League contro lo Spartak Mosca (1-1 il finale) - incontro valido per l'accesso alla fase a gironi della competizione - salvando sulla linea un colpo di testa di Egor Titov, mantenendo invariato il risultato.
Il 4 maggio 2009 viene nominato calciatore dell'anno della SFPA. Nel finale di stagione si è sottoposto a iniezioni di cortisone per alleviare i dolori alla caviglia. Ristabilitosi dall'intervento chirurgico, torna in campo il 5 febbraio 2010 contro il Kilmarnock, subentrando al 74' al posto di Lee Naylor e assumendo - in seguito alla cessione di Stephen McManus al Middlesbrough - le redini di capitano della squadra.
Il 6 febbraio 2011 va in rete nell'Old Firm in un incontro valido per gli ottavi di Coppa di Scozia, ristabilendo la parità tra le due squadre. Esulterà a braccia aperte davanti a El Hadji Diouf, venendo sanzionato dall'arbitro per questo gesto; sanzione poi definita dallo stesso centrocampista la miglior ammonizione che abbia mai ricevuto.
Il 21 maggio solleva il suo primo trofeo da capitano con il Celtic, grazie al successo per 3-0 ottenuto ai danni del Motherwell nella finale di Coppa di Scozia.
Nel 2017 contribuisce ad uno storico treble domestico raggiunto con gli Hoops da imbattuto - non accadeva dal 1899, ma il campionato vinto all'epoca dai Rangers prevedeva 18 giornate - ottenendo una striscia positiva di 47 incontri, vincendo il campionato, la Coppa di Scozia e la Coppa di Lega.
Il 19 dicembre 2018, in occasione dell'incontro con il Motherwell, gioca la sua partita numero 500 con la maglia degli Hoops.
Il 25 marzo 2021 annuncia che al termine della stagione con il Celtic avrebbe lasciato la squadra di Glasgow per trasferirsi, a partire dal 1º luglio 2021, all'Aberdeen, assumendo il doppio ruolo di giocatore e assistente dell'allenatore Stephen Glass, sottoscrivendo un contratto di due anni.

### Nazionale
Esordisce con la selezione scozzese il 12 novembre 2005 contro gli Stati Uniti, subentrando al 28' della ripresa al posto di Garry O'Connor. In precedenza aveva preso a vari incontri con la rappresentativa Under-21.
Il 5 settembre 2009 mette a segno la sua prima rete in nazionale contro la Macedonia in un incontro valido per le qualificazioni ai Mondiali 2010. Elemento chiave della mediana scozzese sotto la guida di Craig Levein, viene inizialmente - complici i persistenti problemi fisici di Darren Fletcher - scelto come possibile capitano della rosa. La scelta ricadrà poi su Kenny Miller.
Il 5 febbraio 2013 - alla vigilia della partita con l'Estonia - il nuovo CT Gordon Strachan lo nomina nuovo capitano della selezione scozzese in attesa del rientro di Fletcher, alle prese con una grave colite ulcerosa, malattia aggravatasi a causa dell'attività agonistica. Il 26 febbraio 2018 annuncia il proprio ritiro dalla nazionale.

## Statistiche

### Presenze e reti nei club
Statistiche aggiornate al 2 marzo 2022.
| Stagione         | Squadra          | Campionato       | Campionato | Campionato | Coppe nazionali | Coppe nazionali | Coppe nazionali | Coppe continentali | Coppe continentali | Coppe continentali | Altre coppe | Altre coppe | Altre coppe | Totale | Totale |
| Stagione         | Squadra          | Comp             | Pres       | Reti       | Comp            | Pres            | Reti            | Comp               | Pres               | Reti               | Comp        | Pres        | Reti        | Pres   | Reti   |
| ---------------- | ---------------- | ---------------- | ---------- | ---------- | --------------- | --------------- | --------------- | ------------------ | ------------------ | ------------------ | ----------- | ----------- | ----------- | ------ | ------ |
| 2002-2003        | Hibernian        | SPL              | 4          | 3          | SC+CdL          | 0               | 0               | -                  | -                  | -                  | -           | -           | -           | 4      | 3      |
| 2003-2004        | Hibernian        | SPL              | 36         | 3          | SC+CdL          | 1+4             | 0+1             | -                  | -                  | -                  | -           | -           | -           | 41     | 4      |
| 2004-2005        | Hibernian        | SPL              | 20         | 1          | SC+CdL          | 2+0             | 1               | Int                | 2                  | 0                  | -           | -           | -           | 24     | 2      |
| 2005-2006        | Hibernian        | SPL              | 20         | 1          | SC+CdL          | 2+1             | 2+0             | CU                 | 1                  | 0                  | -           | -           | -           | 24     | 3      |
| 2006-2007        | Hibernian        | SPL              | 30         | 5          | SC+CdL          | 5+5             | 0+2             | Int                | 2                  | 1                  | -           | -           | -           | 42     | 8      |
| Totale Hibernian | Totale Hibernian | Totale Hibernian | 110        | 13         |                 | 20              | 6               |                    | 5                  | 1                  |             | -           | -           | 135    | 20     |
| 2007-2008        | Celtic           | SPL              | 34         | 3          | SC+CdL          | 3+2             | 0               | UCL                | 9                  | 0                  | -           | -           | -           | 48     | 3      |
| 2008-2009        | Celtic           | SPL              | 36         | 5          | SC+CdL          | 2+4             | 1+1             | UCL                | 6                  | 0                  | -           | -           | -           | 48     | 7      |
| 2009-2010        | Celtic           | SPL              | 21         | 1          | SC+CdL          | 3+0             | 0               | UCL+UEL            | 3+3                | 0                  | -           | -           | -           | 30     | 1      |
| 2010-2011        | Celtic           | SPL              | 28         | 2          | SC+CdL          | 5+2             | 2+0             | UCL+UEL            | 2+2                | 0                  | -           | -           | -           | 40     | 4      |
| 2011-2012        | Celtic           | SPL              | 22         | 3          | SC+CdL          | 4+2             | 2+1             | UEL                | 4                  | 0                  | -           | -           | -           | 32     | 6      |
| 2012-2013        | Celtic           | SPL              | 17         | 3          | SC+CdL          | 4+2             | 0               | UCL                | 10                 | 0                  | -           | -           | -           | 33     | 3      |
| 2013-2014        | Celtic           | SP               | 38         | 2          | SC+CdL          | 2+1             | 2+0             | UCL                | 9                  | 0                  | -           | -           | -           | 50     | 4      |
| 2014-2015        | Celtic           | SP               | 32         | 4          | SC+CdL          | 5+4             | 0               | UCL+UEL            | 0+7                | 1                  | -           | -           | -           | 48     | 5      |
| 2015-2016        | Celtic           | SP               | 22         | 1          | SC+CdL          | 3+2             | 0               | UCL+UEL            | 6+3                | 0                  | -           | -           | -           | 36     | 1      |
| 2016-2017        | Celtic           | SP               | 33         | 1          | SC+CdL          | 5+4             | 1+0             | UCL                | 12                 | 1                  | -           | -           | -           | 54     | 3      |
| 2017-2018        | Celtic           | SP               | 34         | 0          | SC+CdL          | 5+3             | 0               | UCL+UEL            | 12+2               | 0                  | -           | -           | -           | 56     | 0      |
| 2018-2019        | Celtic           | SP               | 30         | 1          | SC+CdL          | 5+3             | 2+0             | UCL+UEL            | 6+7                | 0                  | -           | -           | -           | 51     | 3      |
| 2019-2020        | Celtic           | SP               | 29         | 2          | SC+CdL          | 5+3             | 1+2             | UCL+UEL            | 6+9                | 0                  | -           | -           | -           | 52     | 5      |
| 2020-2021        | Celtic           | SP               | 31         | 1          | SC+CdL          | 2+1             | 0               | UCL+UEL            | 2+7                | 0                  | -           | -           | -           | 43     | 1      |
| Totale Celtic    | Totale Celtic    | Totale Celtic    | 407        | 29         |                 | 86              | 15              |                    | 127                | 2                  |             | -           | -           | 620    | 46     |
| 2021-2022        | Aberdeen         | SP               | 24         | 2          | SC+CdL          | 2+1             | 0               | UECL               | 6                  | 0                  | -           | -           | -           | 33     | 2      |
| Totale carriera  | Totale carriera  | Totale carriera  | 540        | 44         |                 | 109             | 21              |                    | 138                | 3                  |             | -           | -           | 787    | 68     |

### Presenze e reti in nazionale
| Cronologia completa delle presenze e delle reti in nazionale ― Scozia | Cronologia completa delle presenze e delle reti in nazionale ― Scozia | Cronologia completa delle presenze e delle reti in nazionale ― Scozia | Cronologia completa delle presenze e delle reti in nazionale ― Scozia | Cronologia completa delle presenze e delle reti in nazionale ― Scozia | Cronologia completa delle presenze e delle reti in nazionale ― Scozia | Cronologia completa delle presenze e delle reti in nazionale ― Scozia | Cronologia completa delle presenze e delle reti in nazionale ― Scozia |
| Data                                                                  | Città                                                                 | In casa                                                               | Risultato                                                             | Ospiti                                                                | Competizione                                                          | Reti                                                                  | Note                                                                  |
| --------------------------------------------------------------------- | --------------------------------------------------------------------- | --------------------------------------------------------------------- | --------------------------------------------------------------------- | --------------------------------------------------------------------- | --------------------------------------------------------------------- | --------------------------------------------------------------------- | --------------------------------------------------------------------- |
| 12-11-2005                                                            | Glasgow                                                               | Scozia                                                                | 1 – 1                                                                 | Stati Uniti                                                           | Amichevole                                                            | -                                                                     | 73’                                                                   |
| 24-3-2007                                                             | Glasgow                                                               | Scozia                                                                | 2 – 1                                                                 | Georgia                                                               | Qual. Euro 2008                                                       | -                                                                     | 60’                                                                   |
| 28-3-2007                                                             | Bari                                                                  | Italia                                                                | 2 – 0                                                                 | Scozia                                                                | Qual. Euro 2008                                                       | -                                                                     | 86’                                                                   |
| 22-8-2007                                                             | Glasgow                                                               | Scozia                                                                | 1 – 0                                                                 | Sudafrica                                                             | Amichevole                                                            | -                                                                     | 72’                                                                   |
| 8-9-2007                                                              | Glasgow                                                               | Scozia                                                                | 3 – 1                                                                 | Lituania                                                              | Qual. Euro 2008                                                       | -                                                                     |                                                                       |
| 12-9-2007                                                             | Parigi                                                                | Francia                                                               | 0 – 1                                                                 | Scozia                                                                | Qual. Euro 2008                                                       | -                                                                     |                                                                       |
| 13-10-2007                                                            | Glasgow                                                               | Scozia                                                                | 3 – 1                                                                 | Ucraina                                                               | Qual. Euro 2008                                                       | -                                                                     | 76’                                                                   |
| 17-11-2007                                                            | Glasgow                                                               | Scozia                                                                | 1 – 2                                                                 | Italia                                                                | Qual. Euro 2008                                                       | -                                                                     | 74’                                                                   |
| 26-3-2008                                                             | Glasgow                                                               | Scozia                                                                | 1 – 1                                                                 | Croazia                                                               | Amichevole                                                            | -                                                                     | 43’ 66’                                                               |
| 20-8-2008                                                             | Glasgow                                                               | Scozia                                                                | 0 – 0                                                                 | Irlanda del Nord                                                      | Amichevole                                                            | -                                                                     |                                                                       |
| 6-9-2008                                                              | Skopje                                                                | Macedonia                                                             | 1 – 0                                                                 | Scozia                                                                | Qual. Mondiali 2010                                                   | -                                                                     |                                                                       |
| 10-9-2008                                                             | Reykjavík                                                             | Islanda                                                               | 1 – 2                                                                 | Scozia                                                                | Qual. Mondiali 2010                                                   | -                                                                     |                                                                       |
| 11-10-2008                                                            | Glasgow                                                               | Scozia                                                                | 0 – 0                                                                 | Norvegia                                                              | Qual. Mondiali 2010                                                   | -                                                                     |                                                                       |
| 19-11-2008                                                            | Glasgow                                                               | Scozia                                                                | 0 – 1                                                                 | Argentina                                                             | Amichevole                                                            | -                                                                     | 83’                                                                   |
| 28-3-2009                                                             | Amsterdam                                                             | Paesi Bassi                                                           | 3 – 0                                                                 | Scozia                                                                | Qual. Mondiali 2010                                                   | -                                                                     |                                                                       |
| 1-4-2009                                                              | Glasgow                                                               | Scozia                                                                | 2 – 1                                                                 | Islanda                                                               | Qual. Mondiali 2010                                                   | -                                                                     |                                                                       |
| 12-8-2009                                                             | Oslo                                                                  | Norvegia                                                              | 0 – 0                                                                 | Scozia                                                                | Qual. Mondiali 2010                                                   | -                                                                     |                                                                       |
| 5-9-2009                                                              | Glasgow                                                               | Scozia                                                                | 2 – 0                                                                 | Macedonia                                                             | Qual. Mondiali 2010                                                   | 1                                                                     | 45’ 73’                                                               |
| 9-9-2009                                                              | Glasgow                                                               | Scozia                                                                | 0 – 2                                                                 | Paesi Bassi                                                           | Qual. Mondiali 2010                                                   | -                                                                     |                                                                       |
| 3-3-2010                                                              | Glasgow                                                               | Scozia                                                                | 1 – 0                                                                 | Rep. Ceca                                                             | Amichevole                                                            | 1                                                                     |                                                                       |
| 3-9-2010                                                              | Kaunas                                                                | Lituania                                                              | 0 – 0                                                                 | Scozia                                                                | Qual. Euro 2012                                                       | -                                                                     | 42’ 76’                                                               |
| 7-9-2010                                                              | Glasgow                                                               | Scozia                                                                | 2 – 1                                                                 | Liechtenstein                                                         | Qual. Euro 2012                                                       | -                                                                     |                                                                       |
| 27-3-2011                                                             | Londra                                                                | Brasile                                                               | 2 – 0                                                                 | Scozia                                                                | Amichevole                                                            | -                                                                     |                                                                       |
| 25-5-2011                                                             | Dublino                                                               | Scozia                                                                | 3 – 1                                                                 | Galles                                                                | Amichevole                                                            | -                                                                     |                                                                       |
| 29-5-2011                                                             | Dublino                                                               | Irlanda                                                               | 1 – 0                                                                 | Scozia                                                                | Amichevole                                                            | -                                                                     |                                                                       |
| 10-8-2011                                                             | Glasgow                                                               | Scozia                                                                | 2 – 1                                                                 | Danimarca                                                             | Amichevole                                                            | -                                                                     | 21’                                                                   |
| 3-9-2011                                                              | Glasgow                                                               | Scozia                                                                | 2 – 2                                                                 | Rep. Ceca                                                             | Qual. Euro 2012                                                       | -                                                                     | 18’                                                                   |
| 26-5-2012                                                             | Jacksonville                                                          | Stati Uniti                                                           | 5 – 1                                                                 | Scozia                                                                | Amichevole                                                            | -                                                                     |                                                                       |
| 12-10-2012                                                            | Cardiff                                                               | Galles                                                                | 2 – 1                                                                 | Scozia                                                                | Qual. Mondiali 2014                                                   | -                                                                     | 46’                                                                   |
| 6-2-2013                                                              | Aberdeen                                                              | Scozia                                                                | 1 – 0                                                                 | Estonia                                                               | Amichevole                                                            | -                                                                     | Cap. 62’                                                              |
| 14-8-2013                                                             | Londra                                                                | Inghilterra                                                           | 3 – 2                                                                 | Scozia                                                                | Amichevole                                                            | -                                                                     | Cap.                                                                  |
| 6-9-2013                                                              | Glasgow                                                               | Scozia                                                                | 0 – 2                                                                 | Belgio                                                                | Qual. Mondiali 2014                                                   | -                                                                     | Cap.                                                                  |
| 10-9-2013                                                             | Skopje                                                                | Macedonia                                                             | 1 – 2                                                                 | Scozia                                                                | Qual. Mondiali 2014                                                   | -                                                                     | Cap.                                                                  |
| 15-10-2013                                                            | Glasgow                                                               | Scozia                                                                | 2 – 0                                                                 | Croazia                                                               | Qual. Mondiali 2014                                                   | -                                                                     | Cap.                                                                  |
| 15-11-2013                                                            | Glasgow                                                               | Scozia                                                                | 0 – 0                                                                 | Stati Uniti                                                           | Amichevole                                                            | -                                                                     | Cap.                                                                  |
| 19-11-2013                                                            | Molde                                                                 | Norvegia                                                              | 0 – 1                                                                 | Scozia                                                                | Amichevole                                                            | 1                                                                     | Cap.                                                                  |
| 5-3-2014                                                              | Varsavia                                                              | Polonia                                                               | 0 – 1                                                                 | Scozia                                                                | Amichevole                                                            | 1                                                                     | Cap. 41’                                                              |
| 28-5-2014                                                             | Londra                                                                | Scozia                                                                | 2 – 2                                                                 | Nigeria                                                               | Amichevole                                                            | -                                                                     | Cap. 87’                                                              |
| 11-10-2014                                                            | Glasgow                                                               | Scozia                                                                | 1 – 0                                                                 | Georgia                                                               | Qual. Euro 2016                                                       | -                                                                     | Cap.                                                                  |
| 14-10-2014                                                            | Varsavia                                                              | Polonia                                                               | 2 – 2                                                                 | Scozia                                                                | Qual. Euro 2016                                                       | -                                                                     | Cap.                                                                  |
| 14-11-2014                                                            | Glasgow                                                               | Scozia                                                                | 1 – 0                                                                 | Irlanda                                                               | Qual. Euro 2016                                                       | -                                                                     | Cap.                                                                  |
| 18-11-2014                                                            | Glasgow                                                               | Scozia                                                                | 1 – 3                                                                 | Inghilterra                                                           | Amichevole                                                            | -                                                                     | Cap. 46’                                                              |
| 29-3-2015                                                             | Glasgow                                                               | Scozia                                                                | 6 – 1                                                                 | Gibilterra                                                            | Qual. Euro 2016                                                       | -                                                                     | Cap.                                                                  |
| 5-6-2015                                                              | Edimburgo                                                             | Scozia                                                                | 1 – 0                                                                 | Qatar                                                                 | Amichevole                                                            | -                                                                     | Cap. 60’                                                              |
| 13-6-2015                                                             | Dublino                                                               | Irlanda                                                               | 1 – 1                                                                 | Scozia                                                                | Qual. Euro 2016                                                       | -                                                                     | Cap. 85’                                                              |
| 4-9-2015                                                              | Tbilisi                                                               | Georgia                                                               | 1 – 0                                                                 | Scozia                                                                | Qual. Euro 2016                                                       | -                                                                     | Cap.                                                                  |
| 7-9-2015                                                              | Glasgow                                                               | Scozia                                                                | 2 – 3                                                                 | Germania                                                              | Qual. Euro 2016                                                       | -                                                                     | Cap. 80’                                                              |
| 8-10-2015                                                             | Glasgow                                                               | Scozia                                                                | 2 – 2                                                                 | Polonia                                                               | Qual. Euro 2016                                                       | -                                                                     | Cap. 56’                                                              |
| 11-10-2015                                                            | Loulé                                                                 | Gibilterra                                                            | 0 – 6                                                                 | Scozia                                                                | Qual. Euro 2016                                                       | -                                                                     | Cap. 63’                                                              |
| 29-3-2016                                                             | Glasgow                                                               | Scozia                                                                | 1 – 0                                                                 | Danimarca                                                             | Amichevole                                                            | -                                                                     | Cap.                                                                  |
| 11-11-2016                                                            | Londra                                                                | Inghilterra                                                           | 3 – 0                                                                 | Scozia                                                                | Qual. Mondiali 2018                                                   | -                                                                     |                                                                       |
| 26-3-2017                                                             | Glasgow                                                               | Scozia                                                                | 1 – 0                                                                 | Slovenia                                                              | Qual. Mondiali 2018                                                   | -                                                                     | Cap.                                                                  |
| 10-6-2017                                                             | Glasgow                                                               | Scozia                                                                | 2 – 2                                                                 | Inghilterra                                                           | Qual. Mondiali 2018                                                   | -                                                                     | Cap. 3’                                                               |
| 1-9-2017                                                              | Vilnius                                                               | Lituania                                                              | 0 – 3                                                                 | Scozia                                                                | Qual. Mondiali 2018                                                   | -                                                                     | Cap.                                                                  |
| 4-9-2017                                                              | Glasgow                                                               | Scozia                                                                | 2 – 0                                                                 | Malta                                                                 | Qual. Mondiali 2018                                                   | -                                                                     | Cap.                                                                  |
| Totale                                                                |                                                                       | Presenze                                                              | 55                                                                    |                                                                       | Reti                                                                  | 4                                                                     |                                                                       |

### Statistiche da allenatore
Statistiche aggiornate al 15 agosto 2022.
| Stagione        | Squadra         | Campionato      | Campionato | Campionato | Campionato | Campionato | Coppe nazionali | Coppe nazionali | Coppe nazionali | Coppe nazionali | Coppe nazionali | Coppe continentali | Coppe continentali | Coppe continentali | Coppe continentali | Coppe continentali | Altre coppe | Altre coppe | Altre coppe | Altre coppe | Altre coppe | Totale | Totale | Totale | Totale | % Vittorie |
| Stagione        | Squadra         | Comp            | G          | V          | N          | P          | Comp            | G               | V               | N               | P               | Comp               | G                  | V                  | N                  | P                  | Comp        | G           | V           | N           | P           | G      | V      | N      | P      | %          |
| --------------- | --------------- | --------------- | ---------- | ---------- | ---------- | ---------- | --------------- | --------------- | --------------- | --------------- | --------------- | ------------------ | ------------------ | ------------------ | ------------------ | ------------------ | ----------- | ----------- | ----------- | ----------- | ----------- | ------ | ------ | ------ | ------ | ---------- |
| 2022-2023       | Fleetwood Town  | FL1             | 46         | 14         | 16         | 16         | FACup+CdL       | 6+2             | 4+1             | 1+0             | 1+1             | -                  | -                  | -                  | -                  | -                  | FLT         | 3           | 0           | 3           | 0           | 57     | 19     | 20     | 18     | 33,33      |
| Totale carriera | Totale carriera | Totale carriera | 46         | 14         | 16         | 16         |                 | 8               | 5               | 1               | 2               |                    | 0                  | 0                  | 0                  | 0                  |             | 3           | 0           | 3           | 0           | 57     | 19     | 20     | 18     | 33,33      |

## Palmarès

### Club
- Campionato scozzese: 10

Celtic: 2007-2008, 2011-2012, 2012-2013, 2013-2014, 2014-2015, 2015-2016, 2016-2017, 2017-2018, 2018-2019, 2019-2020
- Coppa di Scozia: 6

Celtic: 2010-2011, 2012-2013, 2016-2017, 2017-2018, 2018-2019, 2019-2020
- Coppa di Lega scozzese: 7

Hibernian: 2006-2007
Celtic: 2008-2009, 2014-2015, 2016-2017, 2017-2018, 2018-2019, 2019-2020

### Individuale
- Calciatore dell'anno del campionato scozzese: 1

2017-2018